# Petworth (Washington, D.C.)
Ne doit pas être confondu avec Petworth House.
Pour les articles homonymes, voir Petworth.
Le quartier de Petworth fait partie du quadrant Nord-Ouest de Washington dans le district de Columbia aux États-Unis.